# Assateague Island National Seashore
L'Assateague Island National Seashore est une aire protégée américaine située sur les bords de l'océan Atlantique, au Maryland et en Virginie. Créée le 1er janvier 1965, elle protège une partie des comtés de Worcester et Accomack.

## Description
Située sur la côte est le long de l'océan Atlantique, dans le Maryland et en Virginie, l'île Assateague est le plus grand écosystème d'îles-barrières naturelles de la région des États du centre de l'Atlantique restant essentiellement non affectée par le développement humain.
Assateague Island englobe une île barrière de 37 km de long, des îles de marais adjacentes et des eaux du Maryland et de la Virginie, ainsi que le centre d'accueil des visiteurs d'Assateague Island sur le continent. 167 km² de terre et d'eau se trouvent dans les limites du littoral. L'île est composée de trois espaces publics; Assateague Island National Seashore (gérée par le Service des parcs nationaux), Assateague State Park (gérée par le Maryland Park Service du ministère des Ressources naturelles) et Chincoteague National Wildlife Refuge (gérée par le US Fish and Wildlife Service).

De nombreux oiseaux y vivent, comme la grande aigrette ou le pélican brun. Les poneys sauvages Assateague (80 à 100 specimen) sont typiques des lieux. 
- Carte du parc

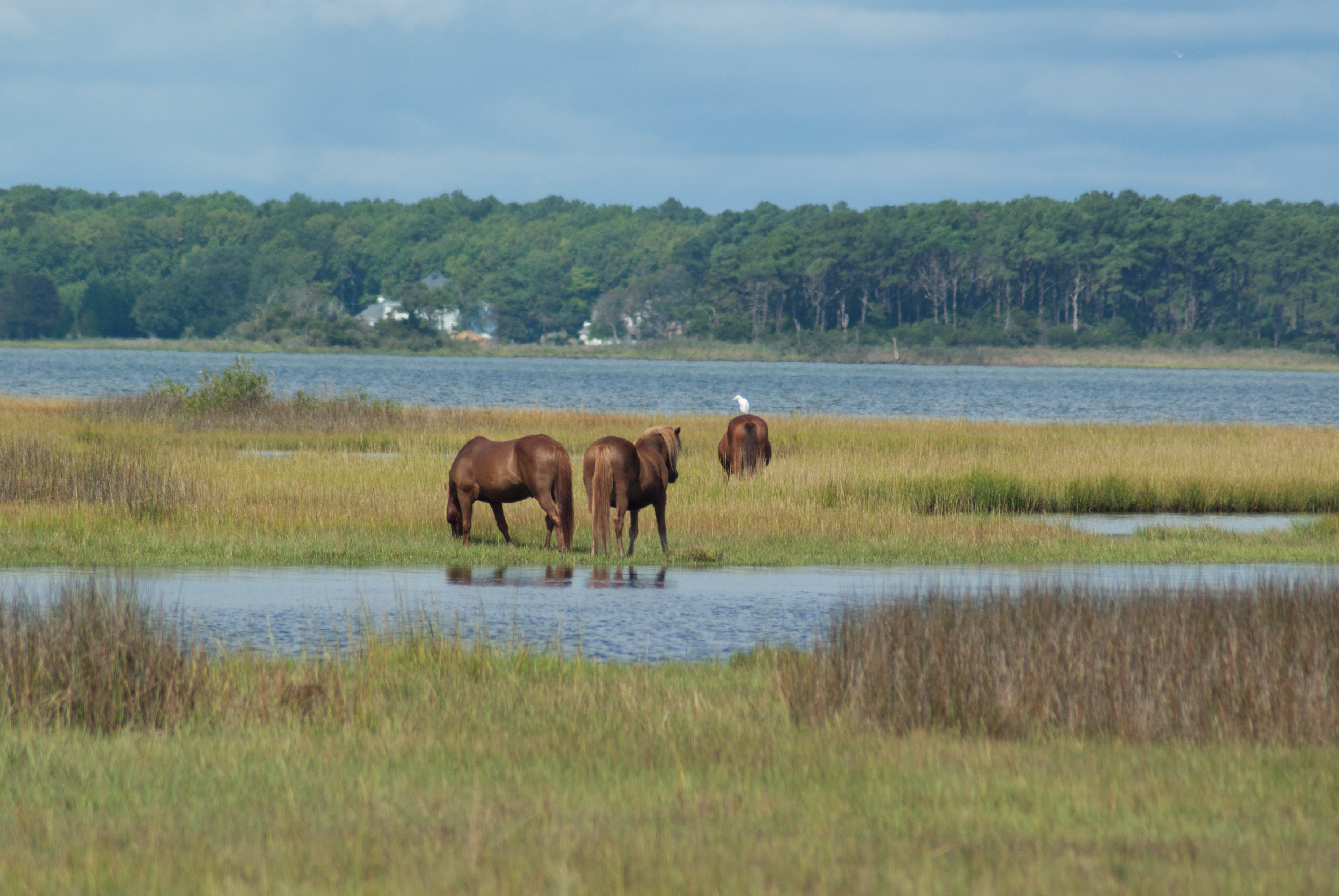
Poneys sauvages
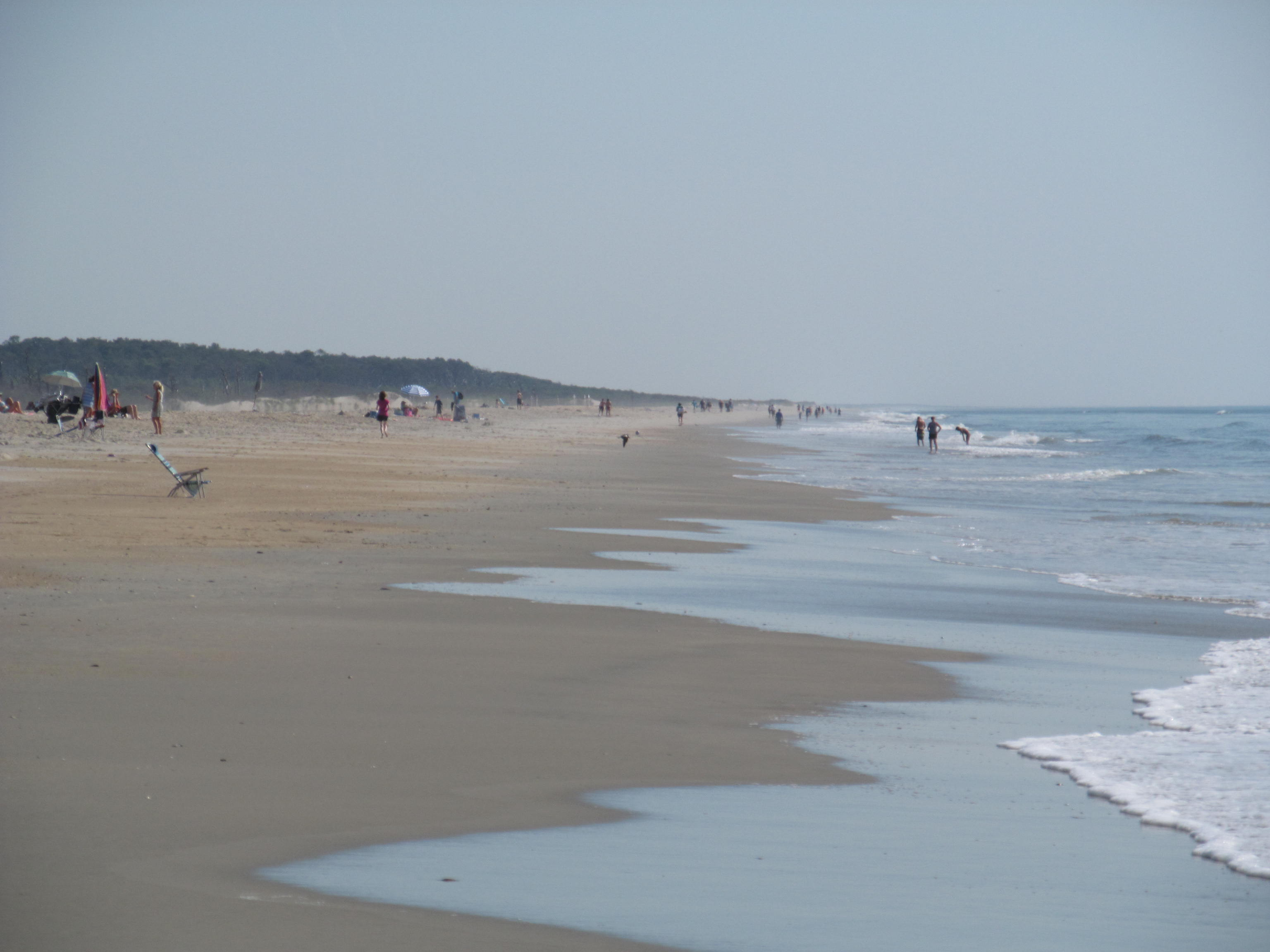
Plage
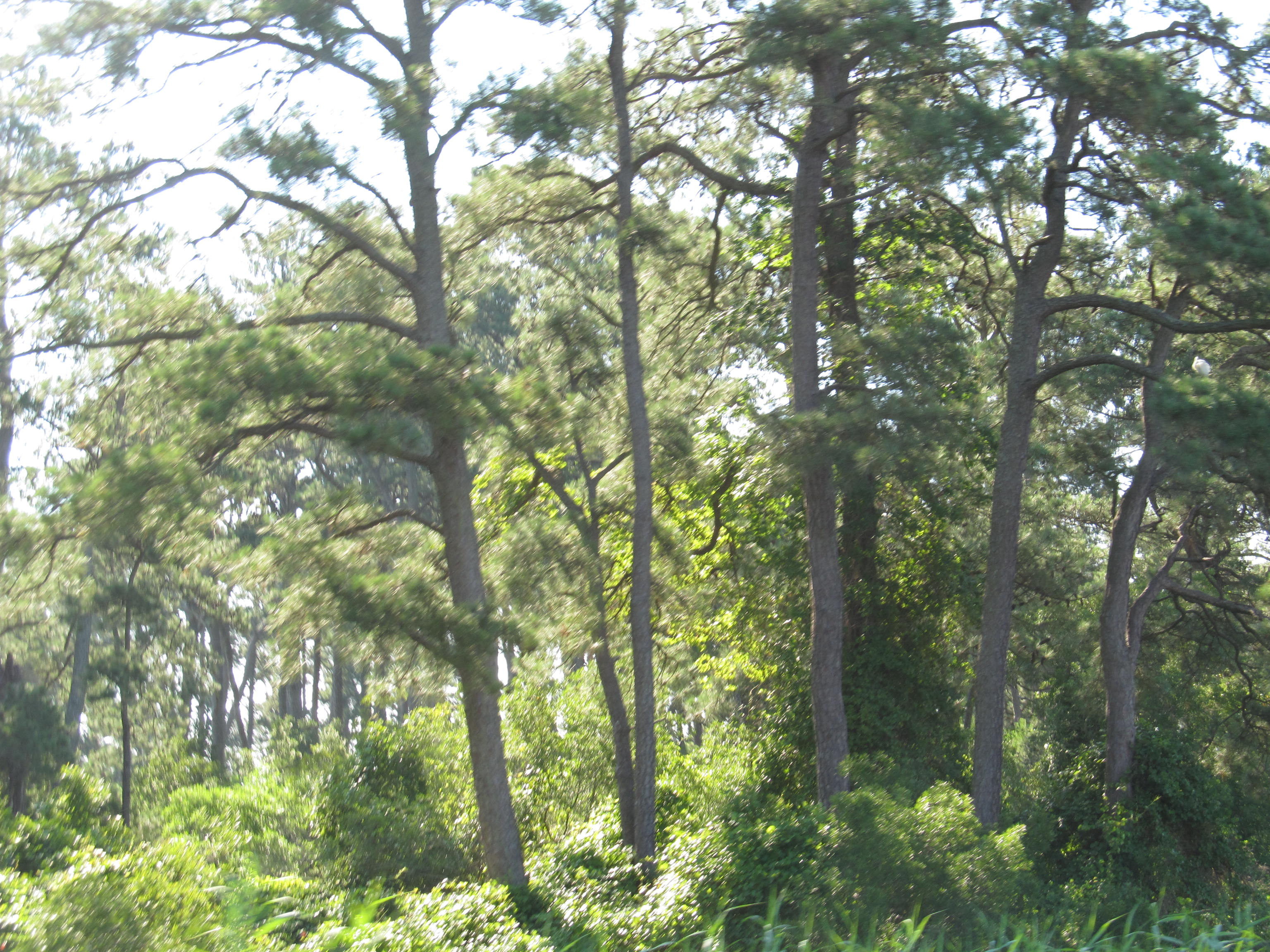
Forêt côtière
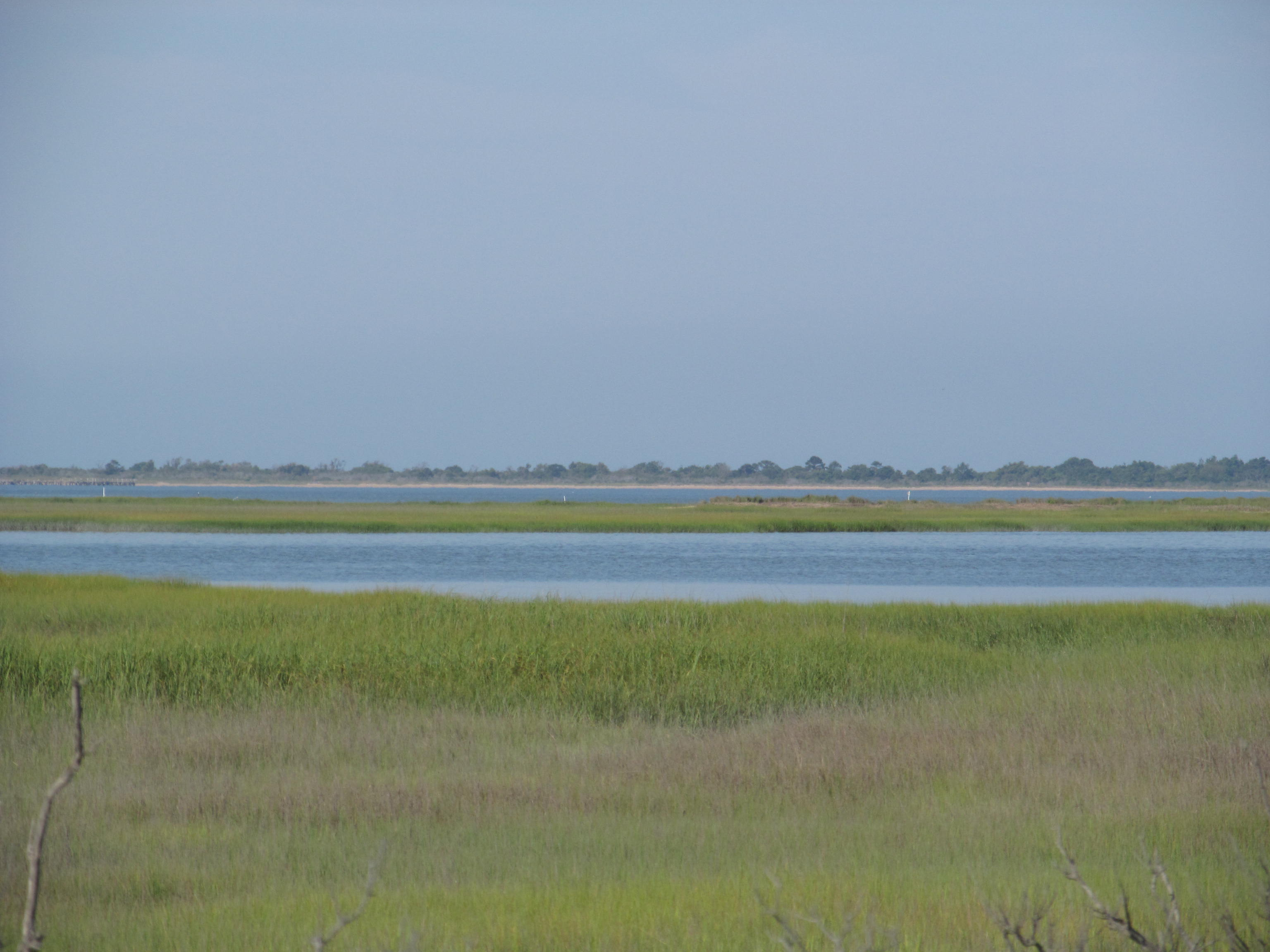
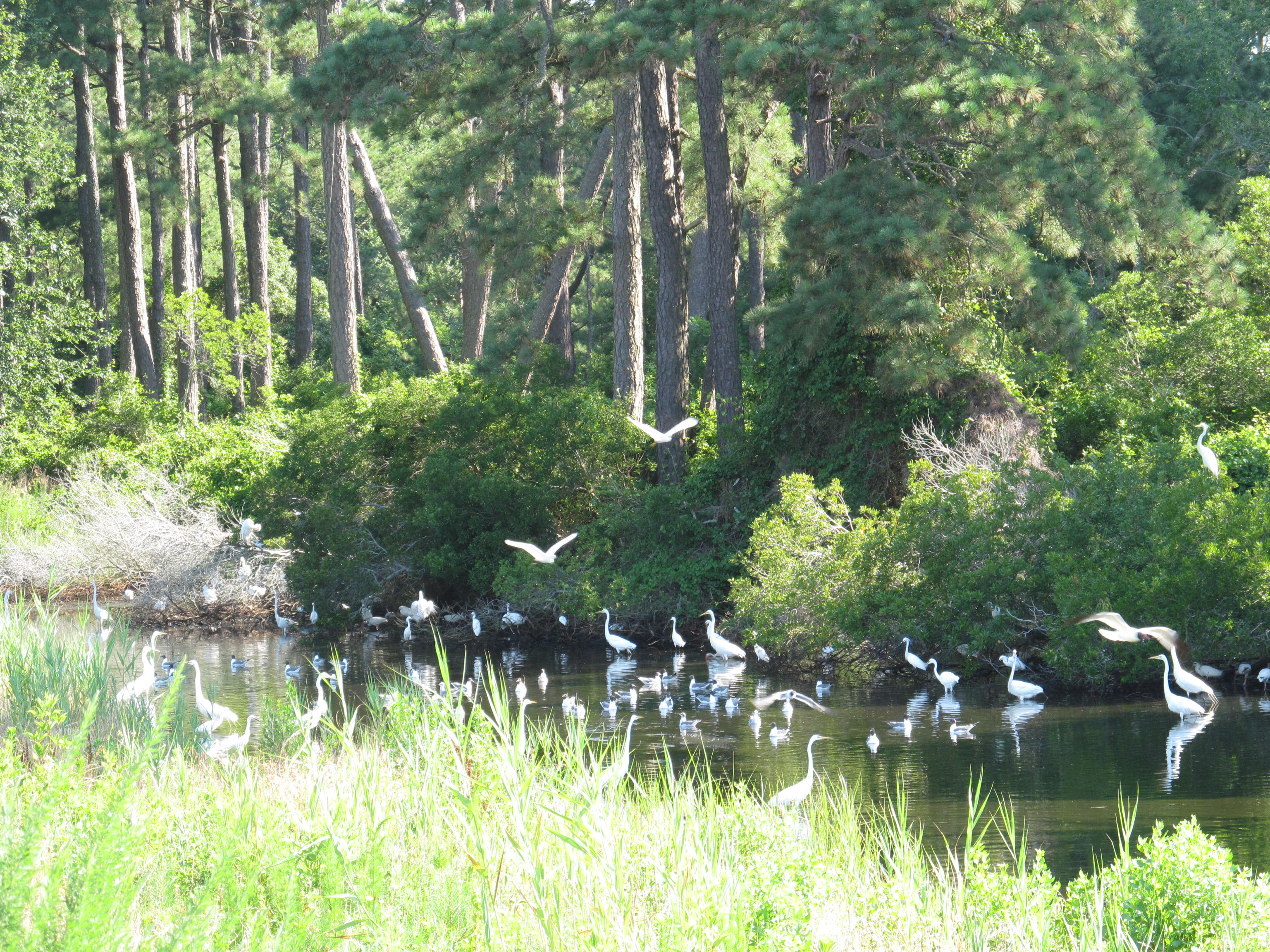
Oiseaux

## Tourisme
On trouve dans le parc plusieurs sentiers de randonnée plus ou moins longs, parmi lesquels le Woodland Trail.